# Ramón Díaz
Ramón Ángel Díaz (La Rioja, 29 augustus 1959) is een Argentijns voetbalcoach en voormalig betaald voetballer. Hij was onder meer bondscoach van Paraguay (2014-2016).

## Clubcarrière
Díaz speelde tussen 1978 en 1995 voor River Plate, Napoli, Avellino, Fiorentina, Internazionale Milano, Monaco en Yokohama Marinos.

## Interlandcarrière
Díaz debuteerde in 1979 in het Argentijns nationaal elftal en speelde 22 interlands, waarin hij tien keer scoorde. Hij was in 1979 met acht goals topscorer op het WK voetbal U20 in Japan, waar Argentinië de titel opeiste.

## Erelijst
Als speler
| Competitie                           |             |                                                                                     |             |             |
| Competitie                           | Aantal      | Jaren                                                                               |             |             |
| River Plate                          | River Plate | River Plate                                                                         | River Plate | River Plate |
| ------------------------------------ | ----------- | ----------------------------------------------------------------------------------- | ----------- | ----------- |
| Primera División                     | 5x          | 1979 Metropolitano, 1979 Nacional, 1980 Metropolitano, 1981 Nacional, 1991 Apertura |             |             |
| Internazionale                       |             |                                                                                     |             |             |
| Serie A                              | 1x          | 1988/89                                                                             |             |             |
| AS Monaco                            |             |                                                                                     |             |             |
| Coupe de France                      | 1x          | 1990/91                                                                             |             |             |
| Argentinië –20                       |             |                                                                                     |             |             |
| Wereldkampioenschap voetbal onder 20 | 1x          | 1979                                                                                |             |             |

Als trainer
| Competitie             |             |                                                                                       |             |             |
| Competitie             | Aantal      | Jaren                                                                                 |             |             |
| River Plate            | River Plate | River Plate                                                                           | River Plate | River Plate |
| ---------------------- | ----------- | ------------------------------------------------------------------------------------- | ----------- | ----------- |
| Internationaal         |             |                                                                                       |             |             |
| Copa Libertadores      | 1x          | 1996                                                                                  |             |             |
| Supercopa Sudamericana | 1x          | 1997                                                                                  |             |             |
| Nationaal              |             |                                                                                       |             |             |
| Primera División       | 6x          | 1996 Apertura, 1997 Clausura, 1997 Apertura, 1999 Apertura, 2002 Clausura, 2014 Final |             |             |
| San Lorenzo            |             |                                                                                       |             |             |
| Primera División       | 1x          | 2007 Clausura                                                                         |             |             |
| Al-Hilal               |             |                                                                                       |             |             |
| Saudi Premier League   | 1x          | 2016/17                                                                               |             |             |

Individueel
- Topscorer Wereldkampioenschap voetbal onder 20: 1979
- Topscorer Primera División Argentinië: 1991 Apertura
- Topscorer J. League: 1993
- J. League Beste Elf: 1993